# Múlin
Múlin är ett berg på ön Streymoy i Färöarna. Dess topp ligger på 663 meter över havet.